# Naturschutzgebiet Auf der Sommerseite
Das Naturschutzgebiet Auf der Sommerseite mit einer Größe von 4,6 ha liegt südwestlich von Westfeld im Stadtgebiet von Schmallenberg. Das Gebiet wurde zuletzt 2008 mit dem Landschaftsplan Schmallenberg Südost durch den Hochsauerlandkreis als Naturschutzgebiet (NSG) ausgewiesen. Zuvor war es bereits 1935 und 1953 per Verordnung der Bezirksregierung Arnsberg als Naturschutzgebiet ausgewiesen.

## Gebietsbeschreibung
Das NSG besteht aus zwei Teilflächen, wobei die nördliche Teilfläche durch einen Schotterfahrweg in zwei Teile geteilt wird. Die Teilflächen befinden sich auf zwei abgeflachten Kuppen des Graftenberges. Kleinflächig finden sich niedrige Felsrippen in den Flächen. Im NSG findet man Zwergstrauchheiden, Silikatmagerrasen und Borstgrasrasen. Ferner befinden sich Einzelbäume, Sträucher und Wacholder auf der Heide. Der Wacholder wächst vereinzelt und in Gruppen auf der Heide. Die Heide befindet sich auf der südlichen Teilfläche in einem vitalen Zustand und es fehlen hier Eutrophierungsanzeiger.
Das Naturschutzgebiet befindet sich im Besitz des Sauerländischen Gebirgsvereins (SGV).

## Tier- und Pflanzenarten im NSG
Im NSG kommen seltene Tier- und Pflanzenarten vor. Auf der Heide brüten unter anderem Baumpieper. 
Vom Landesamt für Natur, Umwelt und Verbraucherschutz Nordrhein-Westfalen dokumentierter Pflanzenarten: Besenheide, Blutwurz, Borstgras, Echtes Eisenkraut, Feld-Hainsimse, Gewöhnliches Ferkelkraut, Harzer Labkraut, Hasenpfoten-Segge, Heidelbeere, Pillen-Segge, Preiselbeere und Weiches Honiggras.

## Schutzzweck
Die Unterschutzstellung dient der Erhaltung dieser montanen Hochheiden, die vegetationskundlich wertvolle Biotopinseln innerhalb des weitgehend bewaldeten Rothaargebirges. Beide Teilflächen sind für den Artenschutz bedeutsam (auch für Tier- und Pflanzenarten der Roten Liste) und gelten als besonders schutzwürdige Lebensräume nach § 62 Landesnaturschutzgesetz NRW. Die Heide soll außerdem als kulturhistorisch schutzwürdiges Relikt der früheren Waldweide im Sauerland erhalten werden.
Wie bei allen Naturschutzgebieten in Deutschland wurde in der Schutzausweisung darauf hingewiesen, dass das Gebiet „wegen der Seltenheit, besonderen Eigenart und Schönheit des Gebietes“ zum Naturschutzgebiet wurde.

## Schutzmaßnahmen
Die südliche Teilfläche des NSG wird mit Ziegen beweidet. 2013 und 2014 wurden von der Biologischen Station Hochsauerlandkreis in der südlichen Teilfläche großflächig Fichtennaturverjüngung und Ginster mit dem Freischneider gemäht und entfernt.